# 檸檬棘鯒
檸檬針鯒，為輻鰭魚綱鮋形目牛尾魚亞目針鯒科的其中一種，分布於澳洲、夏威夷群島等海域，棲息深度183-490公尺，體長可達21.5公分，生活在大陸棚及大陸坡，為底棲性魚類，屬肉食性，生活習性不明。